# 노키아 X6
노키아 X6(Nokia X6)는 노키아에서 개발한 휴대 전화 단말기(스마트폰)이다. 이 제품은 노키아 5800 익스프레스뮤직 단말기의 뒤를 잇는 제품으로 일명 뮤직폰이다. 2009년 9월 초 독일에서 열린 노키아 월드 2009에서 발표되었다.
X6는 노키아의 음악 중심 모델인 노키아 5800을 대체한다. 둘 다 여전히 고급 터치스크린 모델인 노키아 N97보다 낮다. X6는 정전식 터치스크린을 탑재한 노키아 최초의 제품이다.
X6과 노키아 X3-00은 새로 설치된 노키아 X시리즈의 첫 번째 장치이다. X시리즈 이전에는 노키아의 음악 중심 장치에 익스프레스뮤직이라는 브랜드가 있었다. X6(및 같은 날 출시된 X3)를 통해 노키아는 시리즈 문자 뒤에 숫자 하나만 사용하여 새롭고 단순한 명명 전략을 시작했다.
MBC《쇼! 음악 중심》에 나오는 제목 부분에 파격적인 스마트폰(노키아 X6) 광고를 해 화제가 되었다.

## 같이 보기
- 심비안 OS